# Microstagetus parvulus
Microstagetus parvulus là một loài bọ cánh cứng trong họ Corylophidae. Loài này được Wollaston miêu tả khoa học đầu tiên năm 1861.